# لين دي غوي
لين دي غوي (بالهولندية: Len De Goey)‏ هو لاعب كرة قدم هولندي في مركز الوسط، ولد في 29 فبراير 1952 في أمستردام في هولندا. لعب مع سبارتا روتردام وشيفيلد يونايتد وغو أهد إيغلز.